# Borkumer Kleinbahn Borkum II und Dollart
Die Dampflokomotiven  Borkum (zweite Besetzung) und Dollart der Spurweite 900 mm wurden von dem Maschinenbauunternehmen Orenstein & Koppel mit der Fabriknummern 13051 und 13571 gebaut und gehörten seit 1938 und 1941 der Borkumer Kleinbahn. Die Dollart trägt seit 1997 den Namen Borkum in dritter Besetzung.

## Geschichte
Die Borkum wurde am  9. Februar 1938 in Betrieb genommen. Die letzte Fahrt hatte sie beim 80-jährigen Bestehen der Borkumer Kleinbahn im Juni 1968. Seit 1976 steht sie als Denkmal in Bevern bei Bremervörde.
Die Dollart begann ihren Einsatz am 1. März 1941 auf Borkum. 1962 wurde sie außer Dienst gestellt, weil Dieselloks sie ablösten, und als Reserve abgestellt. Danach wurde sie ab 1978 als Denkmal am Kurhaus in Borkum aufgestellt. Ab 1996 wurde die marode Lok im Dampflokwerk Meiningen instand gesetzt. Sie bekam einen neuen Kessel, hergestellt von der Schweizerischen Lokomotiv- und Maschinenfabrik (SLM). Die Kosten für die Aufarbeitung betrugen ca. 620.000 DM. Nach der Fertigstellung bekam sie als dritte Lokomotive den Namen Borkum. Ihre erste offizielle Fahrt unternahm sie am 25. März 1997. Seitdem fährt wieder eine Dampflokomotive bei der Borkumer Kleinbahn, sowohl bei Sonderfahrten als auch im Regelzugbetrieb.